# U 705 (Kriegsmarine)
De U 705 was een Duitse U-boot van de Kriegsmarine tijdens de Tweede Wereldoorlog. De U 705 was een VIIC-boot die onder bevel stond van kapitein-luitenant-ter-zee Karl-Horst Horn.

## Geschiedenis
De U 705 werd 's nachts aangevallen door een Britse bommenwerper met behulp van radar en Leigh Light-zoeklicht.
De U-boot werd verrast en zodanig beschadigd door vliegtuigbommen, dat hij rechtsomkeer moest maken naar zijn thuisbasis. 

## Ondergang
De U 705 werd tot zinken gebracht op 3 september 1942 in de Golf van Biskaje, ten westen van Brest, Frankrijk, in positie 46° 42′ 0″ NB, 11° 7′ 0″ WL door dieptebommen van een Brits Armstrong Whitworth Whitley-vliegtuig van Squadron 77/P. Daarbij vielen 45 slachtoffers, waaronder hun commandant Karl-Horst Horn.

## Voorgaand geregistreerd feit
(Laatste herziening door FDS/NHB gedurende de maand november 1987). De aanval door de Britse Armstrong Whitworth Whitley-vliegtuig (RAF 77/V.)- op 3 september 1942, in positie 47° 55′ 0″ NB, 10° 4′ 0″ WL werd lang geloofd dat het op de U 705 bedoeld was. In feite was het werkelijk bedoeld op de U 660. Er was geen schade aan deze boot.